# Ciglena
Ciglena je naselje u Republici Hrvatskoj, u sastavu Grada Bjelovar, Bjelovarsko-bilogorska županija. 
Ističe se crkva sv. Šimuna i Jude Tadeja. 
Ovdje je snimljen hrvatski film Hoću živjeti (1982.) s Fabijanom Šovagovićem, Milanom Štrljićem, Enom Begović, Verom Zimom i dr.

## Gospodarstvo
U Cigleni se nalazi najveća geotermalna elektrana u Hrvatskoj, nastala suradnjom bivšeg olimpijca Dragana Jurilja i turskih ulagača, koji su u sporu oko elektrane.

## Stanovništvo
Prema popisu stanovništva iz 2021. godine, naselje je imalo 278 stanovnika.
| broj stanovnika | 589   | 665   | 689   | 758   | 890   | 870   | 837   | 811   | 719   | 708   | 658   | 565   | 495   | 412   | 376   | 340   | 278   |
|                 | 1857. | 1869. | 1880. | 1890. | 1900. | 1910. | 1921. | 1931. | 1948. | 1953. | 1961. | 1971. | 1981. | 1991. | 2001. | 2011. | 2021. |